# Vinci (azienda)
VINCI è un gruppo industriale francese, attivo nei settori delle costruzioni, concessioni ed energia.
Fondato nel 1899 come Société générale d'entreprises dagli ingegneri francesi Alexandre Giros e Louis Loucheur, è attivo in più di 120 paesi ed impiega 280 000 dipendenti nel mondo
Sul fronte delle concessioni si occupa di tutto il ciclo di vita dell'infrastruttura (progettazione, costruzione e gestione) e spazia dalle autostrade agli aeroporti, dalle ferrovie ai parcheggi, dai ponti agli stadi.

## Realizzazioni
- Fondazione Louis Vuitton
- Stade de France
- Allianz Riviera
- Rete tranviaria di Casablanca
- Ponte Rion Antirion